# Kara Ahmed
Kara Ahmed, né en 1870 à Razgrad (Empire ottoman) et mort en 1902 à Eyüpsultan (Empire ottoman), est un lutteur turc né en 1870 et mort en 1902.

## Biographie
En 1899, il remporte le titre de Champion du Monde toutes catégories face à Laurent le Beaucairois.